# سيم سيتي سوسيتيس
سيم سيتي سوسيتيس (بالإنجليزية: SimCity Societies)‏ هي لعبة فيديو صدرت في 13 نوفمبر, 2007، وهي متوفرة على أجهزة مايكروسوفت ويندوز. اللعبة من نشر إلكترونيك آرتس.